# Ideal (Georgia)
Ideal es un pueblo ubicado en el condado de Macon en el estado estadounidense de Georgia. En el censo de 2000, su población era de 518.

## Demografía
En el 2000 la renta per cápita promedia del hogar era de $16,538, y el ingreso promedio para una familia era de $21,250. El ingreso per cápita para la localidad era de $9,712. Los hombres tenían un ingreso per cápita de $28,125 contra $15,714 para las mujeres.

## Geografía
Ideal se encuentra ubicado en las coordenadas  32°22′23″N 84°11′20″O / 32.37306, -84.18889 (32.372918, -84.188822).
Según la Oficina del Censo, la localidad tiene un área total de 3 km² (1,2 mi²), de la cual 3 km² (1,2 mi²) es tierra y 0 km² (0 mi²) (0.00%) es agua.